# Bearskin Lake, Kenora
Bearskin Lake är en sjö i Kanada.   Den ligger i Kenora District och provinsen Ontario, i den sydöstra delen av landet, 1 500 km nordväst om huvudstaden Ottawa. Bearskin Lake ligger 247 meter över havet. Arean är 32 kvadratkilometer. Den sträcker sig 7,9 kilometer i nord-sydlig riktning, och 11,0 kilometer i öst-västlig riktning.
I omgivningarna runt Bearskin Lake växer i huvudsak barrskog. Trakten runt Bearskin Lake är nära nog obefolkad, med mindre än två invånare per kvadratkilometer.